# Alexander Sima
Alexander Sima (* 9. November 1969 in Wien; † 3. September 2004 bei al-Ghaida, Gouvernement al-Mahra, Jemen) war ein österreichischer Semitist, der sich insbesondere mit alt- und neusüdarabischen Sprachen befasste.

## Leben
Nach der Matura am Bundesgymnasium in Neusiedl am See, die er mit Auszeichnung bestand, nahm Sima 1988 zunächst ein Studium der Orgelmusik an der Wiener Musikhochschule auf. Ab 1989 studierte er katholische Theologie (mit Abschluss Magister theologiae) an der Universität Wien, 1991 kamen die Fächer Arabistik, Altsemitische Philologie und Indogermanistik hinzu. Ab 1994 setzte Sima sein Studium der Semitistik, Altorientalistik und Ostkirchengeschichte an der Universität Marburg fort, welches er 1996 mit einer Magisterarbeit über lihyanische Inschriften abschloss.
1996/97 leistete er Präsenzdienst beim österreichischen Bundesheer. Von 1996 bis 1999 war er Lektor an der Universität Wien, anschließend bis 2000 an der Universität Mainz. Mit der summa cum laude bewerteten Arbeit Tiere, Pflanzen und Metalle in den altsüdarabischen Inschriften: Eine lexikalische und realienkundliche Untersuchung promovierte er 2000 bei Walter W. Müller in Marburg im Fach Semitistik.
Seit 2000 war er wissenschaftlicher Assistent und Assistenzprofessor am Seminar für Semitistik der Universität Heidelberg (Lehrstuhl von Werner Arnold). Im September 2004 kam Sima bei einem Autounfall während einer Feldforschung im ostjemenitischen Mahra-Land ums Leben.
Sima war ab 1996 verheiratet und hatte ein Kind.

## Wirkung
Er beschäftigte sich mit alt- und neusüdarabischen Sprachen, insbesondere Mehri und Hobyot. Er arbeitete an einer Grammatik und einem Wörterbuch des Mehri, das in Hawf an der Grenze des Sultanats Oman zur Provinz Dhofar gesprochen wird. Er hat eine Vielzahl von Publikationen veröffentlicht, von denen einige Klassiker auf ihrem Gebiet geworden sind.

## Alexander-Sima-Gedächtnispreis
Aus Anlass des 10. Todestages stiftete das Institut für Orientalistik der Universität Wien den mit 1000 Euro dotierten Alexander-Sima-Gedächtnispreis für herausragende Forschungen auf dem Gebiet der Semitistik. Der Preis wird zweijährlich vergeben. Erster Preisträger wurde im Jahre 2015 Ulrich Seeger.

## Werke
Eine weitgehend vollständige Liste seiner Veröffentlichungen findet sich in: Stefan Weninger: „Schriftenverzeichnis Alexander Sima.“ In: Philologisches und Historisches zwischen Anatolien und Sokotra: Analecta Semitica In Memoriam Alexander Sima, ed. Werner Arnold, Michael Jursa, Walter W. Müller, Stephan Procházka (Wiesbaden: Harrassowitz, 2009), S. ix-xiii.
Monographien
- Die lihyanischen Inschriften von al-Udayb (Saudi-Arabien). Rahden 1999.
- Tiere, Pflanzen und Metalle in den altsüdarabischen Inschriften. Eine lexikalische und realienkundliche Untersuchung. Wiesbaden 2000.
- Mehri-Texte aus der jemenitischen Šarqīyah. Transkribiert unter Mitwirkung von ʿAskari Ḥugayrān Saʿd. Bearbeitet und herausgegeben von Janet C.E. Watson und Werner Arnold. Wiesbaden 2009.

Artikel (Auswahl)
- Die Stellung der Mehri-Sprache in der Provinz Mahra. Ein Situations- und Reisebericht. In: Jemen-Report 33/2 (2002), S. 25–29.